# Cunningbird
Cunningbird è un album di Jimmy Knepper, pubblicato dalla SteepleChase Records nel 1977. 

## Tracce
Brani composti da Jimmy Knepper
Lato A
1. Figment Fragment – 7:45
2. Langued – 5:34
3. Just Tonight – 8:26

Durata totale: 21:45
Lato B
1. Cunningbird – 6:31
2. Noche triste – 7:35
3. Spotlight Girl – 7:52

Durata totale: 21:58

## Musicisti
- Jimmy Knepper - trombone
- Al Cohn - sassofono tenore
- Roland Hanna - pianoforte
- George Mraz - contrabbasso
- Dannie Richmond - batteria